# Котоши
Котоши — деревня в Плюсском районе Псковской области России. Входит в состав Лядской волости.

## География
Расположена в западной части района, в 147 км (по шоссе) на север от Пскова, в 15 км к юго-западу от села Ляды, в 1 км к югу от деревни протекает река Люта.
На 2021 год в Котоши улиц и переулков не числится.
Высота центра селения над уровнем моря — 62 м.

### Климат
Климат характеризуется как умеренно континентальный, с продолжительной снежной зимой и относительно коротким, но тёплым летом. Среднегодовая температура — 4,4 °C. Средняя температура воздуха самого тёплого месяца (июля) — 17,4 °C (абсолютный максимум — 33 °C); самого холодного (января) — −7,7 °C (абсолютный минимум — −41 °C). Среднегодовое количество осадков — 684 мм, из которых 447 мм выпадает в период с апреля по октябрь.

## История
В 1941—1944 гг. местность находилась под фашистской оккупацией войсками Гитлеровской Германии.

## Население
| 2001 | 2002 | 2010 |
| ---- | ---- | ---- |
| 27   | ↗34  | ↘12  |

### Национальный и гендерный состав
Согласно результатам переписи 2002 года, в национальной структуре населения русские составляли 82 % из 34 чел., из них 15 мужчин, 19 женщин.

## Инфраструктура
Личное подсобное хозяйство.

## Транспорт
Автодорога «Ляды — Котоши».